# Psychotria faxlucens
Psychotria faxlucens es una especie de planta fanerógama de la familia Rubiaceae. Esta especie está constituida por árboles, con inflorescencias parecidas a una “antorcha luminosa”, a lo que alude su nombre específico.

## Clasificación y descripción de la especie
Se trata de árboles glabros de 3 a 10 m de alto, con ramas cilíndricas o ligeramente comprimidas, estípulas persistentes, verdosas, deltoides, más anchas que largas. Hojas pecioladas, peciolos de 8 a 25 mm de largo; hoja algo coriácea, lustrosa, gris verdosa adaxialmente; elípticas, de 60 a 170 mm de largo, por 20 a 75 mm de ancho, el ápice acuminado, las márgenes ligeramente revolutas. Inflorescencias terminales, capitadas. Flores sésiles, el cáliz con 4 a 6 dientes diminutos. Corola blanca, salverforme, el tubo cilíndrico, de 25 a 35 mm de largo, y de unos 3 mm de ancho. Estambres 5, con anteras lineares; estilo glabro, de 30 a 40 mm de largo, con 2 estigmas ovados, el disco pentalobulado. Fruto sésil, solitario o pareado, similar a granos de café.

## Distribución de la especie
Esta especie se desarrolla en México, en el estado de Veracruz, en la región de los Tuxtlas (Catemaco) San Andrés y Santiago Tuxtla, en algunas zonas del río Uxpanapa y en Nanchital, cerca del límite con Tabasco.

## Ambiente terrestre
Crece en el sotobosque del bosque tropical siempre verde, asociada con especies de los géneros Dialium, Cymbopetalum, Guarea, Nectandra, Tapirira y Terminalia. Desde los 150 hasta los 950 m s.n.m.

## Estado de conservación
No se encuentra bajo ninguna categoría de riesgo en las normas mexicanas o internacionales (Norma Oficial Mexicana 059).